# 1600
1600. је била преступна година.

## Догађаји

### Јануар
- 1. јануар — Шкотска почиње са употребом јулијанског календара.

### Фебруар
- 17. фебруар — Италијански филозоф, астроном и математичар, Ђордано Бруно, спаљен је у Риму као јеретик, на основу пресуде римокатоличке инквизиције.

### Март
- 20. март — Пет саветника пољско-шведског краља Сигисмунда III Васе је јавно погубљено, чиме је окончана његова владавина у Шведској.

### Октобар
- 6. октобар — Опера Јакопа Перија „Еуридика“, прва сачувана опера, изведена је у Фиренци.
- 8. октобар — Сан Марино је добио свој први писани устав.
- 21. октобар — Токугава Ијејасу је поразио вође супарничких јапанских кланова у бици код Секигахаре, што означава почетак Токугава шогуната.

### Децембар
- 14. децембар — Шпанску галију „Сан Дијего“ је на Филипинима потопио холандски ратни брод „Маурицијус“

### Непознат датум
- Википедија:Непознат датум — Први пут је изведено дело Вилијама Шекспира „Сан летње ноћи“, док је његово дело „Млетачки трговац“ први пут објављено

## Рођења

### Јануар
- 17. јануар — Педро Калдерон де ла Барка, шпански драматург († 1681)

### Август
- 19. новембар — Чарлс I Стјуарт, енглески краљ († 1649)

### Децембар
- Википедија:Непознат датум — Филип Хантон, енглески клерик и политички писац († 1682)
- Википедија:Непознат датум — Ђоакино Асерето, италијански сликар († 1649)
- Википедија:Непознат датум — Ђоакино Греко, италијански шахиста († око 1634)

## Смрти

### Фебруар
- 17. фебруар — Ђордано Бруно, италијански филозоф, астролог и астроном (* 1548)

### Мај
- 4. мај — Жан Нико, француски дипломата и научник (* 1530)
- 18. мај — Фулвио Орсини, италијански хуманиста, историчар и археолог (* 1529)

### Јун
- 3. новембар — Ричард Хукер, англицистички свештеник и теолог (* 1554)

### Децембар
- Википедија:Непознат датум — Бернардо Морандо, пољско-италијански архитекта (* око 1540)